# Lutzomyia rostrans
Lutzomyia rostrans är en tvåvingeart som först beskrevs av Summers S. L. M. 1912.  Lutzomyia rostrans ingår i släktet Lutzomyia och familjen fjärilsmyggor. Inga underarter finns listade i Catalogue of Life.